# リボシド
リボシド（英語: Riboside）は、リボースの配糖体である。リボヌクレオシドやリボヌクレオチドの形のリボシドは、生化学において重要な役割を果たす。